# Nelson Roque
Nelson Roque (Sullana, 4 de septiembre de 1984) es un exfutbolista peruano. Jugaba de volante y tiene 40 años.

## Clubes
| Club               | País | Año         |
| ------------------ | ---- | ----------- |
| Alianza Atlético   | Perú | 2003        |
| Olimpia FC         | Perú | 2004        |
| Alianza Atlético   | Perú | 2005 − 2007 |
| Atlético Torino    | Perú | 2008 − 2010 |
| Atlético Grau      | Perú | 2011        |
| Alfonso Ugarte     | Perú | 2012− 2013  |
| Sport Huancayo     | Perú | 2014        |
| Alianza Atlético   | Perú | 2015        |
| Atlético Torino    | Perú | 2016        |
| Defensor La Bocana | Perú | 2017        |
| Atlético Grau      | Perú | 2018        |